# Амазонска чадърова котинга
Амазонската чадърова котинга (Cephalopterus ornatus) е вид птица от семейство Cotingidae.

## Разпространение и местообитание
Разпространен е в Боливия, Бразилия, Венецуела, Гвиана, Еквадор, Колумбия, Перу, Суринам и Френска Гвиана.